# Emanuele Sella (ciclista)
Emanuele Sella (Vicenza, Italia, 9 de enero de 1981) es un ciclista italiano, especialista como escalador. Fue profesional desde 2004 hasta 2015.

## Biografía
Debutó como profesional en el año 2004 en las filas del equipo Ceramica Panaria.
El 7 de agosto de 2008 se supo que había dado positivo por CERA (EPO de tercera generación). Un día después, admitió los hechos, renunciando al contraanálisis. Durante el juicio ante el CONI, además de confesar su dopaje, Sella señaló a su compañero de equipo Matteo Priamo como la persona que le facilitó las sustancias dopantes. El CONI sancionó a Sella con un año de suspensión (al serle rebajada la sanción habitual de dos años por su colaboración), mientras que Priamo (para quien la fiscalía solicitaba cuatro años de suspensión) fue absuelto al no concordar las fechas de las acusaciones contra él.
Tras cumplir un año de sanción, volvió a la competición en verano de 2009. El 4 de enero de 2016 anunció su retirada del ciclismo tras doce temporadas como profesional y con 34 años de edad.

## Palmarés
2004
- 1 etapa del Giro de Italia
- Trofeo Ciudad de Castelfidardo

2005
- Brixia Tour, más 1 etapa

2007
- 1 etapa del Brixia Tour

2008
- 1 etapa de la Settimana Coppi e Bartali
- 3 etapas del Giro de Italia, más clasificación de la montaña

2009
- 1 etapa del Cinturó de l'Empordá

2011
- Settimana Coppi e Bartali, más 1 etapa

2012
- Coppa Agostoni
- G. P. Industria y Comercio de Prato

## Resultados en Grandes Vueltas y Campeonato del Mundo
| Carrera | Carrera         | 2004 | 2005 | 2006 | 2007 | 2008 | 2009 | 2010 | 2011 | 2012 | 2013 | 2014 | 2015 |
| ------- | --------------- | ---- | ---- | ---- | ---- | ---- | ---- | ---- | ---- | ---- | ---- | ---- | ---- |
|         | Giro de Italia  | 12.º | 10.º | 26.º | 11.º | 6.º  | —    | —    | 35.º | 45.º | 58.º | 63.º | —    |
|         | Tour de Francia | —    | —    | —    | —    | —    | —    | —    | —    | —    | —    | —    | —    |
|         | Vuelta a España | —    | —    | —    | —    | —    | —    | —    | —    | —    | —    | —    | —    |

—: no participa
Ab.: Abandona

## Equipos
- Ceramica Panaria/CSF (2004-2008)
  - Ceramica Panaria-Navigare (2004-2007)
  - CSF-Navigare (2008)
- Carmiooro (2009-2010)
  - Carmiooro-A Style (2009)
  - Carmiooro-NGC (2010)
- Androni Giocattoli (2011-2015)
  - Androni Giocattoli-C.I.P.I. (2011)
  - Androni Giocattoli-Venezuela (2012-2014)
  - Androni Giocattoli-Sidermec (2015)